# آینه ترک برداشته
«آینه ترک برداشته» (انگلیسی: The Mirror Crack'd) فیلمی در ژانر جنایی به کارگردانی گای همیلتون است که در سال ۱۹۸۰ منتشر شد.

## بازیگران
- آنجلا لنسبوری
- الیزابت تیلور
- کیم نواک
- راک هادسن
- ادوارد فاکس
- جرالدین چاپلین
- تونی کرتیس
- چارلز گری
- پیرس برازنان
- ریچارد پیرسون
- آنتونی استیل
- داینا شریدن
- جان بنت